# Opabiniidae

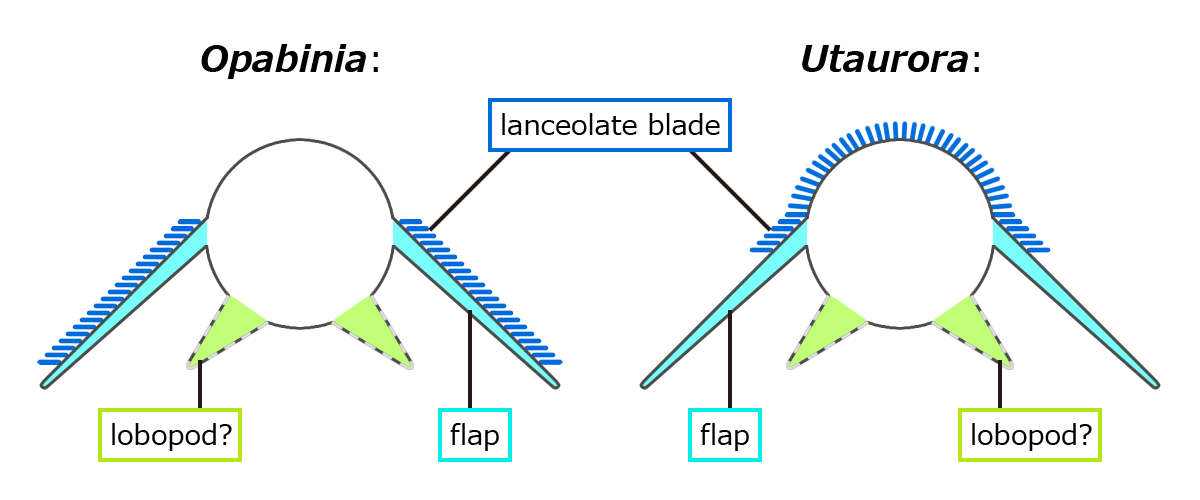
Поперечное сечение

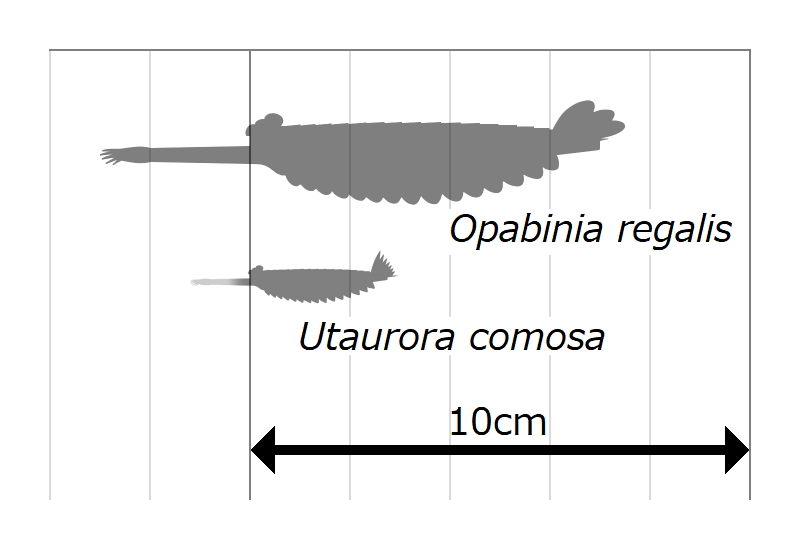
Сравнение размеров

Opabiniidae (лат.) — вымершее семейство морских стем-артропод (членистоногих). Типовой и лучше всех изученный род — опабиния (Opabinia). Помимо неё в семейство включают род Utaurora. Opabiniidae очень напоминают представителей отряда Radiodonta, но их фронтальные придатки срослись в хоботок. Ещё одним отличием Opabiniidae от Radiodonta является присутствие у первых щетинок, которые покрывают хотя бы часть плавников, а также зубчатых хвостовых ответвлений.

## История изучения
Семейство назвал палеонтолог Чарлз Дулиттл Уолкотт в 1912 году вместе с типовым представителем опабинией. По версии Уолкотта Opabiniidae являлись семейством ракообразных отряда жаброноги, и наиболее тесно связанным с Thamnocephalidae. В 1970-е гг опабинию изучили заново и охарактеризовали как незнакомое животное. Стивен Джей Гулд называл опабинию «диковинкой», а иллюстрация животного вызвала смех, когда её впервые продемонстрировали на палеонтологической конференции. В 2022 году был описан второй представитель семейства — Utaurora.
Иногда в семейство включают Myoscolex из сланцев Эму-Бэй, однако морфологические признаки, на которые опирается данная версия, являются спорными. Mieridduryn — животное из группы Panarthropoda, обитавшее в среднем ордовике — обладает признаками как Radiodonta, так и Opabiniidae.